# 1870 no jornalismo
Nesta página encontrará referências aos acontecimentos directamente relacionados com o jornalismo ocorridos durante o ano de 1870.

## Eventos
- 5 de fevereiro — Fundação do jornal regional português "Diário dos Açores".

## Nascimentos
| Data           | Nome                           | Profissão                                                  | Nacionalidade                              | Observações | Ref |
| -------------- | ------------------------------ | ---------------------------------------------------------- | ------------------------------------------ | ----------- | --- |
| 21 de julho    | Agostinho de Campos            | professor universitário, jornalista e escritor             | Reino Unido de Portugal, Brasil e Algarves | m. 1944     |     |
| 23 de setembro | Gastão Raul de Forton Bousquet | abolicionista, poeta, jornalista, autor teatral e escritor | Brasil                                     | m. 1918     |     |

## Mortes
| Data          | Nome                       | Profissão             | Nacionalidade                              | Observações | Ref |
| ------------- | -------------------------- | --------------------- | ------------------------------------------ | ----------- | --- |
| 10 de janeiro | António Joaquim da Fonseca | jornalista e político | Reino Unido de Portugal, Brasil e Algarves | n. 1839     |     |